# Ukëry
 (mars 2025).
Ukëry de son vrai nom Alexandra Rijkarde Mefoumene Lepidi, est une chanteuse camerounaise née le 1er février 2001 dans la région du Sud du Cameroun.

## Biographie
Fille d’une enseignante et d’un greffier, c’est dans un environnement bercé par la musique qu’elle va grandir.
Elle commencera d’ailleurs ses premières tournées en primaire dans les villes de Yaoundé, Douala et Libreville accompagnée de sa maitresse qui fera office de manager à l’époque.
Obligée de mettre une pause à sa carrière si bien entamée à cause des contraintes familiales et sanitaires, Ukëry fera néanmoins quelques apparitions au secondaire et continuera d’approfondir ses talents musicaux à la chorale Qumran Saint-Esprit (GCQSE) où elle sera tour à tour : choeur, chantre, maître de chant et Directrice Générale.
Étudiante en 3ème année dans la filière Diplomatie et droit Consulaire, sa passion pour la Musique la suit dans son quotidien. En 2020 elle fera un Mashup qui lui ouvrira les portes de l’industrie musicale camerounaise.
Ukëry a fait sensation lors de son concert le 25 août 2023 au Laboratoire4. Ses morceaux, tels que "Ba Dihani" et "Akele", sont disponibles sur plusieurs plateformes de streaming7. Elle est également présente sur les réseaux sociaux, où elle partage ses projets musicaux et ses contacts professionnels.
Ukëry a fait sensation lors de son tout dernier spectacle le 25 août 2023 au Laboratoire Musical de Bastos, à Yaoundé.
Janvier 2025 : concert à l'ifc yaoundé.  

## Discographie

### Albums
- 2025 : Voyano

### Singles
- 2022 : Ba Dihani
- Akele
- Maria

### EP
- 2023 : Enyin[5]

## Prix et distinctions
- 2020 : lauréate du concours Bivoice Gospel
- 2022 : lauréate prix découverte Goethe voix[3]